# Mfecane
Le Mfecane, mot d'origine zoulou, renvoie au cycle de guerres et de migrations engendrés par l'ascension au pouvoir de Chaka (1787-1828), roi des Zoulous, après qu'il s'est lancé dans la conquête des peuples nguni entre les rivières Tugela et Pongola au début du XIXe siècle, pour les fusionner en un royaume militariste.

## Prodromes
Le Mfecane avait commencé avant que Chaka n'accède au pouvoir, avec les combats entre les Swazi, les Ndwandwe et la fédération Mthethwa, dirigés par les chefs Zwide (1750-1825), Dingiswayo (1760/80-1817) et Matiwane (?-1830), qui conduisirent à la fuite de Matiwane et de son peuple.
Les termes sesotho équivalents Difaqane ou Lifaqane signifient écrasement, dispersion, migration forcée, avec une estimation d'un à deux millions de morts. L'essentiel se déroule dans les années 1810-1840, mais trouve ses origines dans les trente ou quarante années qui les précèdent.
On avance parfois que c'est l'introduction du maïs, en provenance d'Amérique, qui permit l'essor démographique du Royaume zoulou. Mais une sécheresse de dix ans au début du xixe siècle lança la compétition pour accaparer les terres et l'eau. C'est ainsi que l'ambitieux Chaka, un ancien lieutenant de l'armée Mthethwa, commença sa carrière de conquérant.
Le royaume de Chaka assimile les tribus conquises, mais surtout les femmes et les enfants. Des hommes réfugiés de ces tribus se mêlent aux Xhosa dans l'actuelle province du Cap oriental et deviennent les Mfengu, connus par les Britanniques comme les Fingoes.

## Conséquences
Le Mfecane bouleverse la carte politique, démographique et ethnique de toute l’Afrique australe. À côté des nouveaux États qui se constituent, des peuples entiers formés de fugitifs de toutes origines sont réduits à la famine et à l’errance. La « poussée des Blancs », dite le  « Grand Trek », interdit tout déplacement vers le sud et vers l’est, tandis qu’à l’ouest, l’aridité des terres décourage toute tentative d’implantation. Les Ndébélé et les Ngoni trouveront leur salut vers le nord. Les peuples non organisés en État, comme les Fingos, n’ont plus de place en tant que communautés dans le nouvel équilibre. Les Fingo sont de provenance multiple, certains venant même de la côte du Mozambique. Ils opèrent principalement sur la côte entre Durban et Port Elizabeth, et sont réduits à mendier leur nourriture, d’où le sobriquet de mfengu (mendiant, devenu l’ethnonyme Fingo). Ils ne trouvent leur place que comme gardiens de troupeaux pour le compte des Xhosa, des Pondo et des Thembu.
Le roi Moshoeshoe Ier rallie des clans montagnards sotho à sa cause. Son royaume se bat contre les Zoulous et constituera grosso modo le Lesotho d'aujourd'hui.
Soshangane, un général défait par Chaka, s'enfuit au Mozambique. Lui et son armée y oppriment les Tsonga, et une partie de ces derniers traversent les monts Lebombo vers le Transvaal.
Un autre général zoulou, Mzilikazi, rompt avec Chaka et établit un royaume ndébélé dans les futurs État libre d'Orange et du Transvaal. Quand des cultivateurs afrikaners, les Boers, s'y installent à l'occasion du Grand Trek en 1837, ils défont Mzilikazi dans plusieurs batailles. Mzilikazi est contraint de déplacer son royaume au-delà du fleuve Limpopo ; c'est le royaume Matabélé, dans l'actuel Zimbabwe.
Les Swati, connus à l'époque sous le nom de Ngwane, se sont réfugiés sur des hauteurs vers l'an 1820 afin d'éviter les attaques zouloues. Sobhuza y établit le royaume appelé Swaziland (de nos jours, Eswatini).

## La «controverse Cobbing»
En 1988, Julian Cobbing (en), professeur à l'université Rhodes, pose une hypothèse quant à l'émergence de l'État zoulou ; il avance que le Mfecane, décrit comme une phase de destruction due à des Noirs opposés à d'autres Noirs, est une construction des politiciens et des historiens de l'apartheid. Il avance que les sources du conflit pourraient provenir exclusivement du besoin en main-d'œuvre servile des colons britanniques du Cap et des esclavagistes portugais opérant à partir de la baie de Delagoa, en actuel Mozambique. Les pressions qui en ont résulté auraient conduit à des déplacements massifs de population, à la famine et à la guerre à l'intérieur du pays, permettant ultérieurement aux colons Afrikaners de s'emparer de la plupart des terres concernées. Parmi les personnes impliquées figure Nathaniel Isaacs (en), qui fut accusé de trafic d'esclaves.
L'hypothèse reste controversée et la discussion à ce sujet est appelée « controverse Cobbing ». Beaucoup s'accordent à dire que son analyse a fourni des avancées quant à la compréhension de l'émergence de la société zouloue. Mais plusieurs critiques affirment que les théories novatrices comme celle de Cobbing mettent trop l'accent sur les facteurs environnementaux et ignorent le rôle décisif joué par le roi Chaka[réf. souhaitée]. L'historienne Elizabeth Eldredge conteste la thèse de Cobbing au motif qu'il n'y a que peu de preuves de la reprise du commerce d'esclaves par les Portugais dans la baie de Delagoa avant 1823. Cela contredit la thèse selon laquelle les premières activités militaires de Chaka étaient une réponse aux raids esclavagistes. De plus, Eldredge soutient que les Griquas et d’autres groupes, et non les colons britanniques, étaient les principaux responsables des incursions esclavagistes venant du Cap. Eldredge affirme également que Cobbing minimise l’importance du commerce de l'ivoire dans la baie de Delagoa ainsi que le fait que les dirigeants africains ont cherché à établir des États plus centralisés afin de contrôler les routes de l’ivoire et la richesse associée. Elle suggère que, autant que les réactions contre l'activité européenne, ces pressions ont créé des mouvements internes dans le contexte d'une volonté de créer des entités étatiques, conduisant à la violence et aux déplacements concomitants.